# Dom Polski w Oliwie
Dom Polski w Oliwie – zabytkowy dom w Gdańsku. Mieści się w Oliwie przy Starym Rynku Oliwskim. Powstał w czwartej ćwierci XIX wieku. Od 1987 figuruje w rejestrze zabytków.